# Мёрдок, Дэвид
Дэ́вид Мэ́ттью Мёрдок (англ. David Matthew Murdoch; род. 17 апреля 1978, Дамфрис) — шотландский кёрлингист и тренер, чемпион мира и Европы, призёр Олимпийских игр.
В составе мужской сборной Великобритании участник зимних Олимпийских игр 2006, 2010 и 2014 годов (серебряные призёры в 2014). В составе мужской сборной Шотландии двукратный чемпион мира и трёхкратный чемпион Европы. Семикратный чемпион Шотландии среди мужчин.
Завершил карьеру кёрлингиста в 2017 году и перешёл на тренерскую работу.
В качестве национального тренера Британской ассоциации кёрлинга участник зимних Олимпийских игр 2022 (мужская сборная стали серебряными призёрами, женская сборная стали чемпионами Игр, смешанная парная сборная заняла четвёртое место).
В 2022 году за заслуги в развитии кёрлинга в Великобритании удостоен титула Кавалера ордена Британской империи (MBE).

## Достижения
- Зимние Олимпийские игры: серебро (2014).
- Чемпионат мира по кёрлингу среди мужчин: золото (2006, 2009), серебро (2005, 2008).
- Чемпионат Европы по кёрлингу: золото (2003, 2007, 2008), серебро (2006), бронза (2005).
- Чемпионат Шотландии по кёрлингу среди мужчин: золото (2003, 2005, 2006, 2008, 2009, 2013, 2017), серебро (2015, 2016), бронза (2011).
- Континентальный Кубок по кёрлингу (в составе команды Европы/Мира): золото (2006, 2008), серебро (2004, 2007, 2011, 2014, 2015).
- Чемпионат мира по кёрлингу среди юниоров: золото (1995, 1996), серебро (1998).
- Чемпионат Шотландии по кёрлингу среди юниоров: золото (1996, 1998, 1999).
- «Команда всех звёзд» (англ. All-Star Team) чемпионата мира среди юниоров: 1996, 1998.

## Команды
| Сезон   | Четвёртый       | Третий          | Второй          | Первый          | Запасной                                  | Тренер                              | Турниры                                           |
| ------- | --------------- | --------------- | --------------- | --------------- | ----------------------------------------- | ----------------------------------- | ------------------------------------------------- |
| 1994—95 | Том Брюстер     | Paul Westwood   | Рональд Брюстер | Steve Still     | Дэвид Мёрдок                              |                                     | ЧМЮ 1995                                          |
| 1995—96 | Джеймс Драйбур  | Ross Barnet     | Рональд Брюстер | Дэвид Мёрдок    | Юан Байерс (ЧМЮ)                          |                                     | ЧШЮ 1996 · ЧМЮ 1996                               |
| 1996—97 | Том Брюстер     | Richard Goldie  | Рон Брюстер     | Дэвид Мёрдок    |                                           |                                     |                                                   |
| 1997—98 | Garry MacKay    | Дэвид Мёрдок    | Sandy Reid      | Richard Woods   | Neil Wilson (ЧМЮ)                         | Cate Brewster                       | ЧШЮ 1998 · ЧМЮ 1998                               |
| 1998—99 | Дэвид Мёрдок    | Дункан Ферни    | Andrew Reid     | Richard Woods   | Jamie Kirk (ЧМЮ)                          | Cate Brewster                       | ЧШЮ 1999 · ЧМЮ 1999 (5 место)                     |
| 2002—03 | Дэвид Мёрдок    | Крейг Уилсон    | Нил Мёрдок      | Юан Байерс      |                                           |                                     | ЧШМ 2003                                          |
| 2003—04 | Дэвид Мёрдок    | Крейг Уилсон    | Нил Мёрдок      | Юан Байерс      | Рональд Брюстер (ЧЕ)                      | Том Пендрей                         | ЧЕ 2003                                           |
| 2004—05 | Дэвид Мёрдок    | Крейг Уилсон    | Нил Мёрдок      | Юан Байерс      | Рональд Брюстер (ЧЕ) Эван Макдональд (ЧМ) | Том Пендрей                         | ККК 2004 · ЧЕ 2004 (4 место) · ЧШМ 2005 · ЧМ 2005 |
| 2005—06 | Дэвид Мёрдок    | Крейг Уилсон    | Эван Макдональд | Юан Байерс      | Уорвик Смит                               | Дерек Браун, Майк Хэй               | ЧЕ 2005                                           |
| 2005—06 | Дэвид Мёрдок    | Эван Макдональд | Уорвик Смит     | Юан Байерс      | Крейг Уилсон (ОИ), Питер Смит (ЧМ)        | Дерек Браун (ЗОИ), Том Пендрей (ЧМ) | ЗОИ 2006 (4 место) · ЧШМ 2006 · ЧМ 2006           |
| 2006—07 | Дэвид Мёрдок    | Эван Макдональд | Питер Смит      | Юан Байерс      | Дэвид Хэй                                 | Том Пендрей                         | ЧЕ 2006                                           |
| 2007—08 | Дэвид Мёрдок    | Грэм Коннал     | Питер Смит      | Юан Байерс      | Питер Лаудон (ЧЕ, ЧМ)                     | Дэвид Хэй (ЧЕ, ЧМ)                  | ЧЕ 2007 · ЧШМ 2008 · ЧМ 2008                      |
| 2008—09 | Дэвид Мёрдок    | Эван Макдональд | Питер Смит      | Юан Байерс      | Грэм Коннал (ЧЕ, ЧМ)                      | Дэвид Хэй (ЧЕ, ЧМ)                  | ЧЕ 2008 · ЧШМ 2009 · ЧМ 2009                      |
| 2009—10 | Дэвид Мёрдок    | Эван Макдональд | Питер Смит      | Юан Байерс      | Грэм Коннал                               | Дэвид Хэй                           | ЧЕ 2009 (4 место) ЗОИ 2010 (5 место)              |
| 2009—10 | Уорвик Смит     | Дэвид Смит      | Крейг Уилсон    | Росс Хепбёрн    | Дэвид Мёрдок                              | Alan Smith                          | ЧМ 2010                                           |
| 2010—11 | Хэмми Макмиллан | Дэвид Смит      | Росс Патерсон   | Sandy Gilmour   | Дэвид Мёрдок                              | Дэвид Хэй                           | ЧЕ 2010 (5 место)                                 |
| 2010—11 | Дэвид Мёрдок    | Уорвик Смит     | Глен Мюрхед     | Росс Хепбёрн    |                                           |                                     | ЧШМ 2011                                          |
| 2011—12 | Дэвид Мёрдок    | Глен Мюрхед     | Росс Патерсон   | Richard Woods   | Дэвид Эдвардс (ЧЕ)                        | Дэвид Рэмзи (ЧЕ)                    | ЧЕ 2011 (5 место) ЧШМ 2012 (6 место)              |
| 2012—13 | Том Брюстер     | Дэвид Мёрдок    | Грег Драммонд   | Скотт Эндрюс    | Майкл Гудфеллоу                           | Сёрен Гран (ЧЕ)                     | ЧЕ 2012 (7 место) · ЧШМ 2013                      |
| 2012—13 | Том Брюстер     | Дэвид Мёрдок    | Скотт Эндрюс    | Майкл Гудфеллоу | Грег Драммонд                             | Сёрен Гран                          | ЧМ 2013                                           |
| 2013—14 | Дэвид Мёрдок    | Том Брюстер     | Грег Драммонд   | Скотт Эндрюс    | Майкл Гудфеллоу                           | Сёрен Гран                          | ЧЕ 2013                                           |
| 2013—14 | Дэвид Мёрдок    | Грег Драммонд   | Скотт Эндрюс    | Майкл Гудфеллоу | Том Брюстер                               | Сёрен Гран                          | ЗОИ 2014                                          |
| 2014—15 | Дэвид Мёрдок    | Грег Драммонд   | Скотт Эндрюс    | Майкл Гудфеллоу |                                           |                                     | ЧШМ 2015                                          |
| 2014—15 | Эван Макдональд | Дункан Ферни    | Руэйрид Гринвуд | Юан Байерс      | Дэвид Мёрдок                              | Дэвид Рид                           | ЧМ 2015 (11 место)                                |
| 2015—16 | Дэвид Мёрдок    | Грег Драммонд   | Скотт Эндрюс    | Майкл Гудфеллоу |                                           | Иэн Тетли                           | ЧШМ 2016                                          |
| 2016—17 | Дэвид Мёрдок    | Грег Драммонд   | Скотт Эндрюс    | Майкл Гудфеллоу | Росс Патерсон (ЧМ)                        | Иэн Тетли                           | ЧШМ 2017 · ЧМ 2017 (6 место)                      |

(скипы выделены полужирным шрифтом)

## Результаты как тренера национальных сборных
| Год  | Турнир                                    | Сборная             | Место |
| ---- | ----------------------------------------- | ------------------- | ----- |
| 2018 | Кубок мира по кёрлингу 2018/2019 (1 этап) | Шотландия (женщины) | 6     |
| 2018 | Кубок мира по кёрлингу 2018/2019 (2 этап) | Шотландия (женщины) | 4     |